# Security Service
Security Service er Storbritanniens nationale sikkerhedstjeneste med speciale i kontraspionage og national sikkerhed. Security Service kendes bedst som MI5 (Military Intelligence, section 5).
Storbrittaniens Security Service er søsterenhed til internationale sikkerhedstjenester som amerikanske FBI og danske PET. 